# HMCS Athabaskan (R79)
Lo HMCS Athabaskan (pennant number R79, poi DDE219) fu un cacciatorpediniere della Royal Canadian Navy appartenente alla classe Tribal, entrato in servizio nel gennaio 1948.
Impiegato principalmente come unità di addestramento opprima nelle acque dell'oceano Pacifico a partire dalla base di Esquimalt e poi in quelle dell'oceano Atlantico a partire da Halifax, l'Athabaskan portò a termine tra il 1950 e il 1953 tre turni di servizio nelle acque della penisola coreana durante gli eventi della guerra di Corea. Radiato dal servizio nell'aprile 1966, la nave venne venduta per la demolizione nel 1970.

## Storia
Ordinata ai cantieri della Halifax Shipyard di Halifax nell'aprile 1942, la nave venne impostata il 15 maggio 1943 e quindi varata il 4 maggio 1946 con il nome di HMCS Athabaskan per onorare sia l'omonimo gruppo linguistico dei nativi canadesi, che il primo HMCS Athabaskan, anch'esso un cacciatorpediniere classe Tribal entrato in servizio nel settembre 1943 e affondato in combattimento il 29 aprile 1944 durante la seconda guerra mondiale; l'unità entrò ufficialmente in servizio il 20 gennaio 1948, ultima della sua classe a essere completata. Dopo aver eseguito le prove in mare al largo di Halifax, alla metà di maggio 1948 l'Athabaskan si trasferì via canale di Panama lungo la costa occidentale canadese, facendo base a Esquimalt e servendo nei mesi seguenti principalmente come unità per l'addestramento delle nuove reclute e degli allievi ufficiali nelle acque dell'oceano Pacifico.
Nel febbraio 1949 il cacciatorpediniere fu una delle unità canadesi interessate da episodi di disobbedienza di massa di parte dei loro equipaggi: il 26 febbraio, mentre l'Athabaskan compiva una sosta di rifornimento nel porto messicano di Manzanillo, novanta marinai dell'equipaggio (più di metà dell'intera ciurma della nave) si chiusero nei locali del ponte di coperta e rifiutarono di uscirne fino a che il comandante non avesse ascoltato le molte lamentele che avevano da esporre. La situazione venne risolta rapidamente e senza alcuna violenza dal comandante dell'Athabaskan, che accettò diplomaticamente di scendere sottocoperta e di prendere nota informalmente delle lamentele degli uomini; venne fatto ogni sforzo per non far figurare l'episodio come un caso di ammutinamento, qualifica che avrebbe potuto comportare pesantissime conseguenze disciplinari per i marinai coinvolti: come riportato dai racconti, il comandante dell'Athabaskan ebbe l'accortezza di posare il suo cappello sopra quella che appariva come una lista scritta di lamentele formulata dai marinai, una possibile prova concreta di un avvenuto ammutinamento, fingendo così di non averla vista. Incidenti simili si verificarono poi nel marzo seguente su altre due unità canadesi, il cacciatorpediniere HMCS Crescent e la portaerei HMCS Magnificent: benché questi episodi fossero rientrati pacificamente grazie alle mediazioni dei rispettivi comandati, la Royal Canadian Navy avviò un'inchiesta sull'accaduto. L'inchiesta appurò che gli episodi non erano frutto di un disegno preordinato da forze esterne ma una forma di protesta spontanea elaborata da equipaggi privi di altri canali ufficiali per far valere le loro lamentele: le richieste degli uomini, legate principalmente a un eccesso di carichi di lavoro per i ranghi subordinati e a vari cambiamenti della routine di bordo fatti senza spiegazioni adeguate, furono considerate tutto sommato come ragionevoli, anche perché spesso frutto dei tagli ai fondi della Marina decisi dalle autorità politiche.
Dopo lo scoppio della guerra di Corea il 25 giugno 1950, il 5 luglio l'Athabaskan salpò da Esquimalt per unirsi alle forze navali delle Nazioni Unite impegnate contro la Corea del Nord nelle acque della penisola coreana. Il cacciatorpediniere svolse tre turni di servizio attorno alla Corea: rientrato a Esquimalt il 17 maggio 1951, ne riparì il 2 agosto seguente per poi farvi rientro il 9 luglio 1952; salpato nuovamente il 29 ottobre 1952, concluse il suo dispiegamento operativo rientrando a Esquimalt l'11 dicembre 1953 a ostilità concluse. Nelle acque coreane la nave svolse varie missioni scortando i gruppi navali alleati, svolgendo operazionidi ricerca anti-sommergibili, trasportando truppe, pattugliando tratti di mare alla ricerca di bastimenti nemici e bombardando postazioni lungo la costa.
Nel corso del 1954 l'Athabaskan fu sottoposto a estesi lavori per essere riconfigurato come cacciatorpediniere di scorta, tornando in servizio nell'ottobre di quell'anno e riprendendo il suo ruolo di unità d'addestramento nelle acque del Pacifico. Nell'agosto 1955, nel corso di una crociera di addestramento insieme al gemello HMCS Cayuga, a bordo dell'Athabaskan venne scoperta una clandestina, la sedicenne hawaiiana Joycelyn Joan Pilapil, salita e nascostasi in un deposito sottocoperta mentre il cacciatorpediniere sostava a Hilo; la ragazza venne sbarcata il 7 agosto a Long Beach in California e consegnata alle autorità locali per essere riportata nelle Hawaii.
Nel gennaio 1959 l'Athabaskan lasciò Esquimalt per trasferirsi via canale di Panama ad Halifax sulla costa orientale canadese, entrando a far parte di uno squadrone unitario con gli altri cacciatorpediniere classe Tribal della Royal Canadian Navy; la nave continuò poi con le sue attività addestrative questa volta nelle acque dell'oceano Atlantico, prendendo parte a varie esercitazioni con le marine alleate della NATO. Alla metà del 1962 il cacciatorpediniere fu inviato a Sorel in Québec per sottoporsi a un esteso rifacimento, completato alla metà del 1963. A causa delle sue particolarità l'impianto radar dell'Athabaskan non potette essere risistemato in Canada, e qualsiasi intervento su di esso doveva essere obbligatoriamente eseguito a Portsmouth nel Regno Unito: il cacciatorpediniere salpò quindi da Halifax per incontrarsi in Atlantico settentrionale con la portaerei HMCS Bonaventure, svolgere manovre di addestramento congiunte e quindi dirigere su Portsmouth per i lavori di manutenzione al radar. Durante un'operazione di rifornimento in pieno oceano, tuttavia, l'Athabaskan e la Bonaventure finirono con l'entrare in collisione: la portaerei subì danni minimi e si diresse a Invergordon in Scozia, ma l'Athabaskan accusò invece danni più estesi alle sovrastrutture e alle antenne di comunicazione, dirigendo quindi sulla più vicina Belfast per le riparazioni temporanee. Il cacciatorpediniere diresse poi a Portsmouth per sottoporsi a lavori di riparazione più estesi, rientrando quindi in Canada.
Il 1° marzo 1964 l'Athabaskan prestò soccorso ai naufraghi della petroliera liberiana Amphialos, spezzata in due e affondata dal mare in tempesta 250 miglia a sud di Liverpool in Nuova Scozia: l'unità canadese riuscì a trarre in salvo 34 dei 36 membri dell'equipaggio della petroliera. Dopo altri due anni di servizio come unità d'addestramento, l'Athabaskan fu posto in riserva e quindi radiato dai ranghi della Marina il 21 aprile 1966; lo scafo fu infine venduto per la demolizione e smantellato a La Spezia nel 1970.